# دادخواست علیه قانون محدودیت سنی رابطه جنسی در فرانسه
در سال ۱۹۷۷ طوماری به پارلمان فرانسه ارسال شد که خواستار لغو چندین ماده از قانون سن رضایت شد. استدلال اصلی پشت این دادخواست، اختلاف در سن رضایت بود که توسط یک قانون قبلی ایجاد شده بود، که جنسیت دگرجنس‌گرا را در سن ۱۵ سالگی قانونی می‌کرد، اما لواط و اعمال مشابه را تا سن ۱۸ سالگی ممنوع می‌کرد. تعدادی از روشنفکران فرانسوی - از جمله میشل فوکو، ژیل دلوز، ژاک دریدا، لوئی آراگون، رولان بارت، سیمون دوبووار، ژان پل سارتر، فلیکس گاتاری، میشل لیریس، آلن روب گریل، فیلیپ سولرز، ژاک، فرانسوا لیوتار، فرانسیس پونگ، برنارد بسرت و پزشکان و روانشناسان برجسته این طومار را امضا کردند. در سال ۱۹۷۹ دو نامه سرگشاده در روزنامه‌های فرانسوی منتشر شد که از افرادی که به اتهام تجاوز قانونی دستگیر شده بودند، در چارچوب لغو قوانین مربوط به سن رضایت، دفاع کردند.

## پیش زمینه
در سال ۱۹۴۵، فرمانی توسط دولت فرانسه تصویب شد که سن رضایت را در فرانسه ۱۵ سال تعیین کرد. با این حال، ماده‌ای در این فرمان لواط و مشابه «روابط جنسی علیه طبیعت» را با افراد زیر ۲۱ سال ممنوع کرد. در سال ۱۹۷۴، این به ۱۸ کاهش یافت. این مورد توسط فعالان، از جمله میشل فوکو و گای هوکنگهم، به عنوان تبعیض آمیز علیه مردان همجنسگرا تلقی شد.
میشل فوکو استدلال می‌کند که فرض اینکه یک نوجوان قادر به ایجاد رابطه جنسی نیست، «اینکه نوجوانی قادر به توضیح آنچه اتفاق افتاده و قادر به رضایت نیست، دو سوء استفاده غیرقابل تحمل و کاملاً غیرقابل قبول است.»

## دادخواست
میشل فوکو اظهار داشت که این دادخواست به امضای خود وی، توسط رمان‌نویس / فعال همجنسگرایان گای هوکنگهام، بازیگر / نمایشنامه نویس / حقوقدان ژان دان، متخصص اطفال و روانکاوان کودک، فرانسوا دولو و همچنین افراد وابسته به طیف وسیعی از مواضع سیاسی رسیده‌است.
در ۴ آوریل ۱۹۷۸، مکالمه ای با جزئیات دلایل مواضع طرفدار لغو آنها توسط رادیو فرهنگ فرانسه در برنامه " گفتگوها " پخش شد. شرکت کنندگان، میشل فوکو، ژان دانت و گای هوکوهنهم، همه به همراه سایر روشنفکران دادخواست ۱۹۷۷ را امضا کرده بودند. این مکالمه با عنوان " اخلاق جنسی و قانون " منتشر شده و بعداً به عنوان " خطر جنسیت کودک " تجدید چاپ شده‌است.